# Kanton Guéret-2
Der Kanton Guéret-2 (okzitanisch Canton Garait-2) ist seit 2015 ein französischer Wahlkreis im Arrondissement Guéret im Département Creuse in der Region Nouvelle-Aquitaine; sein Hauptort ist Guéret.

## Lage
Der Kanton liegt im Zentrum des Départements Creuse.

## Geschichte
Der Kanton entstand mit der Neuordnung der Kantone in Frankreich am 22. März 2015. Zum Kanton Guéret-2 gehören sechs Gemeinden und die Teile der Kleinstadt Guéret südlich der Bahnlinie Bordeaux-Genf.

## Gemeinden
Der Kanton besteht aus sieben Gemeinden und Gemeindeteilen mit insgesamt 9345 Einwohnern (Stand: 1. Januar 2022) auf einer Gesamtfläche von 97,23 km²:
| Gemeinde                | Einwohner 1. Januar 2022 | Fläche km² | Dichte Einw./km² | Code INSEE | Postleitzahl |
| ----------------------- | ------------------------ | ---------- | ---------------- | ---------- | ------------ |
| Guéret                  | 7.662                    | 16,33      | 469              | 23096      | 23000        |
| La Chapelle-Taillefert  | 444                      | 14,11      | 31               | 23052      | 23000        |
| Montaigut-le-Blanc      | 372                      | 17,23      | 22               | 23132      | 23320        |
| Saint-Christophe        | 150                      | 7,79       | 19               | 23186      | 23000        |
| Saint-Éloi              | 176                      | 15,60      | 11               | 23191      | 23000        |
| Saint-Silvain-Montaigut | 193                      | 9,55       | 20               | 23242      | 23320        |
| Saint-Victor-en-Marche  | 348                      | 16,62      | 21               | 23248      | 23000        |
| Kanton Guéret-2         | 9.345                    | 97,23      | 96               | 2313       | –            |

1. ↑   Nur der südliche Teil der Gemeinde, der Rest gehört zum Kanton Guéret-1.

## Politik
Bei der Stichwahl zum Generalrat des Départements Creuse am 29. März 2015 gewann das Gespann Pauline Cazier/Éric Jeansannetas (Union de la gauche) gegen Monique Basly/Serge Phalippou UMP mit einem Stimmenanteil von 61,48 % (Wahlbeteiligung:53,21 %).
| Vertreter im conseil général des Départements | Vertreter im conseil général des Départements | Vertreter im conseil général des Départements |
| Amtszeit                                      | Name                                          | Partei                                        |
| --------------------------------------------- | --------------------------------------------- | --------------------------------------------- |
| 2015–2021                                     | Pauline Cazier Éric Jeansannetas              | EELV PS                                       |
| 2021–                                         | Éric Bodeau Mary-Line Coindat                 | PS DVG                                        |